# Szemeretelep (železniční zastávka)
Szemeretelep je železniční zastávka v Budapešti.

## Provozní informace
Zastávka má nástupiště u obou traťových kolejí. V zastávce není možnost zakoupení jízdenky. Trať procházející zastávkou je elektrizována střídavým proudem 25 kV, 50 Hz. Provozuje ji společnost MÁV.

## Doprava
Zastavují zde pouze osobní vlaky do Budapešti, Kecskemétu a Szolnoku.

## Tratě
Zastávkou procházejí tyto tratě:
- Železniční trať Budapešť – Cegléd – Szolnok (MÁV 100a)